# Фернан Деканалі
Фернан Деканалі (фр. Fernand Decanali, 7 липня 1925 — 10 січня 2017) — французький велогонщик.
Олімпійський чемпіон 1948 року в командній гонці переслідування.